# Cristóbal Cladera
Cristóbal Cladera Company (La Puebla, Baleares, 1760-Palma de Mallorca, 1816) fue un eclesiástico, escritor, traductor, historiador, jurista y periodista español de la Ilustración.

## Biografía
Era primo del epidemiólogo Miguel Cabanelles Cladera y estudió en la Escuela de Gramática de La Puebla; ingresó muy joven en la Universidad Literaria de Palma, de donde salió con diez años para estudiar Teología en el Seminario de San Fulgencio de Murcia, pasando después a Orihuela y Valencia; está comprobado que se doctoró en Teología y se licenció en Derecho civil, aunque hay quien escribe que se doctoró también en esta última disciplina. Recibió la tonsura en 1776 y entre 1776 y 1785 disfrutaba de un beneficio de la Catedral de Sevilla, pero obtuvo permiso para vivir en Cádiz. En 1785 se trasladó a Madrid, donde se consagró a traducir y escribir libros, y empieza a enemistarse con el comediógrafo Leandro Fernández de Moratín, quien andando el tiempo presentará su figura satirizada en el sabiondo don Hermógenes de su pieza La comedia nueva o El café (1792).
Viajó a muchos lugares y fue canónigo y tesorero de la catedral de Mallorca. En 1785 no consiguió imprimir una Historia critica y política de los primeros ministros, consejeros y favoritos de los soberanos aunque fue declarada apta para ser publicada. Escribió además una Disertación sobre el origen de las sociedades civiles o de la suprema autoridad de la que se infiere que había leído a Jean-Jacques Rousseau, aunque refuta sus doctrinas y se muestra adversario del iusnaturalismo; condena asimismo a Thomas Hobbes y Nicolás Maquiavelo y elogia a Descartes y a Newton. La leyó en la Real Academia de Santa Bárbara el 6 de marzo de 1787. En ese mismo año ingresó en la Real Sociedad Económica de Amigos del País de Madrid e intentó publicar una Biblioteca periódica y elemental de ciencias, artes, literatura; pero el dictamen desfavorable de la Real Academia de la Historia lo impidió; sí consiguió imprimir, sin embargo, su Espíritu de los Mejores Diarios Literarios que se Publican en Europa (1787-1790), en nueve volúmenes, obteniendo con ello ya en 1788 un beneficio de cien mil reales con unas tiradas, descomunales para la época, de 1390 ejemplares según las cifras de ese año; sin embargo la prohibición de publicar prensa como consecuencia de la Revolución francesa dio al traste con tan pingüe negocio, pese a lo cual obtuvo una beca para estudiar Antigüedades y Teoría de las Bellas Artes en Roma. En 1790 escribe una crítica negativa en el Correo de Madrid sobre la comedia El viejo y la niña de Moratín, recibiendo su airada contestación, y tres años después publica Los sacrosantos concilios generales y particulares (1793) en once volúmenes y las Investigaciones históricas sobre los principales descubrimientos de los españoles en el Océano, en el siglo XV y principios del XVI, en respuesta a la memoria de Mr. Otto sobre el verdadero descubridor de América (1794); su enemistad con Moratín llegó a su culminación en 1796, cuando Cladera vio que le quitaba el puesto al que aspiraba, la Secretaría de Interpretación de Lenguas. Cladera había estudiado también idiomas extranjeros llegando a dominar tres lenguas modernas: francés, inglés e italiano, así como cuatro antiguas: griego, latín, hebreo y árabe, y había traducido del inglés artículos de escritores y de personajes europeos y americanos de su tiempo. Por eso dedicó algunas obras a zaherir al ingenio madrileño, como un Examen de la tragedia intitulada Hamlet (1800) que había traducido el autor de La comedia nueva, acusándole además de haber plagiado en la suya la Vida de William Shakespeare (1709) de Nicholas Rowe. También examinó críticamente su poema La sombra de Nelson. En 1808 se volvió afrancesado, representó a las Baleares (que nunca estuvieron en poder francés) en Bayona y firmó la Constitución josefina el 7 de julio de 1808. Fue jefe de división en el Ministerio del Interior y caballero de la Orden Real de España (27 de octubre de 1809). Estuvo en una comisión que debía incautarse de 150 cuadros procedentes de conventos que debían ser cerrados en Madrid. Al caer el régimen josefino emigró a Francia y allí recibió los cien francos al mes que recibían como socorro los refugiados, pero juró lealtad a Fernando VII en Villefranche-de-Rouergue y obtuvo permiso para volver en 1814, a tiempo para impedir que adjudicaran a otro su canonjía en la Catedral de Palma de Mallorca; escribió en defensa propia un pliego de descargo. Los últimos momentos de su vida los vivió en su posesión de Son Fe (Alcudia). Murió en el convento de los carmelitas de Palma en diciembre de 1816. 
Aparte de por su obra periodística, destacó como traductor del periodista y ensayista Joseph Addison, del poeta prerromántico Edward Young, del novelista François Fenelon y del jurista Maximiliano Murena, así como del Diccionario universal de física de Mathurin-Jacques Brisson en diez volúmenes junto a un tal F. X. C.

## Obras
- Historia critica y política de los primeros ministros, consejeros y favoritos de los soberanos (1785).
- Disertación sobre el origen de las sociedades civiles o de la suprema autoridad (1787).
- Carta de D. Cristobal Cladera a D. Melchor Andario, autor de la Apología de la Sombra de Nelson (1806).
- Reflexiones sobre la intolerancia eclesiástica (1809).
- Apuntes para formar una historia crítica del Reino de Mallorca.
- Del dios Hércules y Otras divinidades gentilicias (1798).
- Discurso Acerca de los diferentes números que han tenido las Islas Baleares.
- Discurso Acerca de la etimología de los nombres Majorica y Minorica que tuvieron estas dos islas.
- Familias árabes de Mallorca, segun el libro del Repartimiento
- Los sacrosantos concilios generales y particulares desde el primero celebrada miedo los Apóstoles en Jerusalen ta el tridentino, segun el orden cronológico de super Celebración y el análisis del P. Ricar (1793), 11 vols.
- Investigaciones históricas sobre los principales descubrimientos de los españoles en el Océano, en el siglo XV y principios del XVI, en respuesta a la memoria de Mr. Otto sobre el verdadero descubridor de América Madrid: Antonio Espinosa, 1794.
- Examen de la tragedia intitulada Hamlet, escrita en inglés por Guillermo Shakespeare y traducida al castellano por Inarco Celenio Palma, 1800.

### Traducciones
- Massimiliano Murena, Tratado sobre las violencias públicas y particulares, Madrid: Plácido Barco López, 1785.
- Massimiliano Murena, Tratado sobre las obligaciones del juez, Madrid: Plácido Barco López, 1785.
- Joseph Addison, Reflexiones sobre las ventajas que resultan del comercio al Estado... traducidas del inglés por D. Cristóbal Cladera, Madrid, Joaquín Ibarra, 1785.
- Edward Young, Juicio final. Poema Madrid: Imprenta de Don Joseph Doblado, 1785; reimpreso dos veces en Palma de Mallorca (1834)
- François Fenelon, Las aventuras de Telémaco (Madrid, Imprenta Real, 1797-1798)
- Mathurin Jacques Brisson, Diccionario universal de física Madrid: Benito Cano e Imprenta Real, 1796-1802, 10 vols.